# SJ Q2 12589
Der dreiachsige Schienendrehkran SJ Q2 12589 wurde 1886 von Grafton & Co in Bedford, England, für Sveriges Statsbanor, der Staatsbahngesellschaft für Norwegen und Schweden gebaut. Er hatte eine Tragfähigkeit von 10 Tonnen und war zu seiner Zeit der einzige nicht handbetriebene Drehkran in Schweden.

## Geschichte
1891 wurde er von Statens Järnvägar übernommen, in die Baureihe Q (Spezialwagen) eingereiht und mit der Bauartbezeichnung Q2 (Kranwagen) sowie der Betriebsnummer 12589 versehen.
1913 ging der Kran an BYCF – Byggnadscentralförråd – und bekam die Nummer 1071. Der Dampfkranwagen wurde zusammen mit einem offenen Güterwagen der Baureihe N1 (ein offener Güterwagen mit Ladeklappen mit einer Höhe von etwa 25 cm und hölzernen Rungen) eingesetzt. 1930 wurde er außer Dienst gestellt.